# Tuffi ai campionati europei di nuoto 2016 - Piattaforma 10 metri sincro misti
La competizione di tuffi dalla piattaforma 10 metri sincro misti dei Campionati europei di nuoto 2016 si è svolta il 14 maggio 2016. In totale hanno gareggiato 6 coppie miste di atleti.

## Medaglie
| Posizione | Atleti                            | Paese       |
| --------- | --------------------------------- | ----------- |
| Oro       | Julija Prokopčuk Maksym Dolhov    | Ucraina     |
| Argento   | Georgia Ward Matthew Lee          | Regno Unito |
| Bronzo    | Yulia Timoshinina Nikita Šlejcher | Russia      |

## Risultati
| Pos. | Atleti                            | Nazionalità | Punti  |
| ---- | --------------------------------- | ----------- | ------ |
|      | Julija Prokopčuk Maksym Dolhov    | Ucraina     | 323.70 |
|      | Georgia Ward Matthew Lee          | Regno Unito | 318.24 |
|      | Yulia Timoshinina Nikita Šlejcher | Russia      | 307.68 |
| 4    | Noemi Batki Maicol Verzotto       | Italia      | 304.62 |
| 5    | Christina Wassen Timo Barthel     | Germania    | 277.14 |
| 6    | Mara Aiacoboae Alin Ronțu         | Romania     | 275.40 |